# Osiedle Centrum E
Osiedle Centrum E – osiedle w Krakowie, jedno z osiedli starszej części Nowej Huty, wchodzące w skład dzielnicy XVIII, niestanowiące jednostki pomocniczej niższego rzędu w ramach dzielnicy.
Od północy sąsiaduje z Aleją Jana Pawła II i osiedlem Centrum A, od południa z użytkiem ekologicznym Łąki Nowohuckie, od wschodu z osiedlem Na Skarpie, od strony zachodniej ze Skwerem Budowniczych Nowej Huty.
Osiedle zbudowano w latach 1988–1995 według projektu architekta Romualda Loeglera. Jest nawiązaniem do pierwotnego projektu zagospodarowania terenu Nowej Huty. Jego wygląd jest kontrowersyjny ze względu na postmodernistyczną architekturę, odróżniającą się od socrealistycznego stylu zabudowy Placu Centralnego oraz charakterystyczną, żywą kolorystykę. W trzech budynkach od strony południowej zostały wybudowane mieszkania na planie koła, będące wnętrzem swoistego filara podtrzymującego wyższe kondygnacje. Do osiedla dołączono dwa budynki osiedla Na Skarpie: dawne kino „Światowid” oraz Szkołę Muzyczną.
- os. Centrum E 1 – dawne kino Światowid, wybudowane w latach 1955–1957, obecnie Muzeum Nowej Huty
- os. Centrum E 2 – budynek Zespołu Państwowych Szkół Muzycznych im. Mieczysława Karłowicza, kształcące dzieci począwszy od szkoły podstawowej poprzez gimnazjum do liceum. Starsza część budynków szkolnych to projekt Marty i Janusza Ingardenów z 1959 roku. Na elewacji sali koncertowej znajduje się charakterystyczna mozaika, projekt Marka i Jerzego Jabłońskich z 1975
- os. Centrum E 11 – supermarket spożywczy
- os. Centrum E 12 – Hotel „Centrum”
- os. Centrum E 13 – oddział PKO BP
- os. Centrum E 25 – w budynku znajdują się: urząd pocztowy, kawiarnia, pizzeria

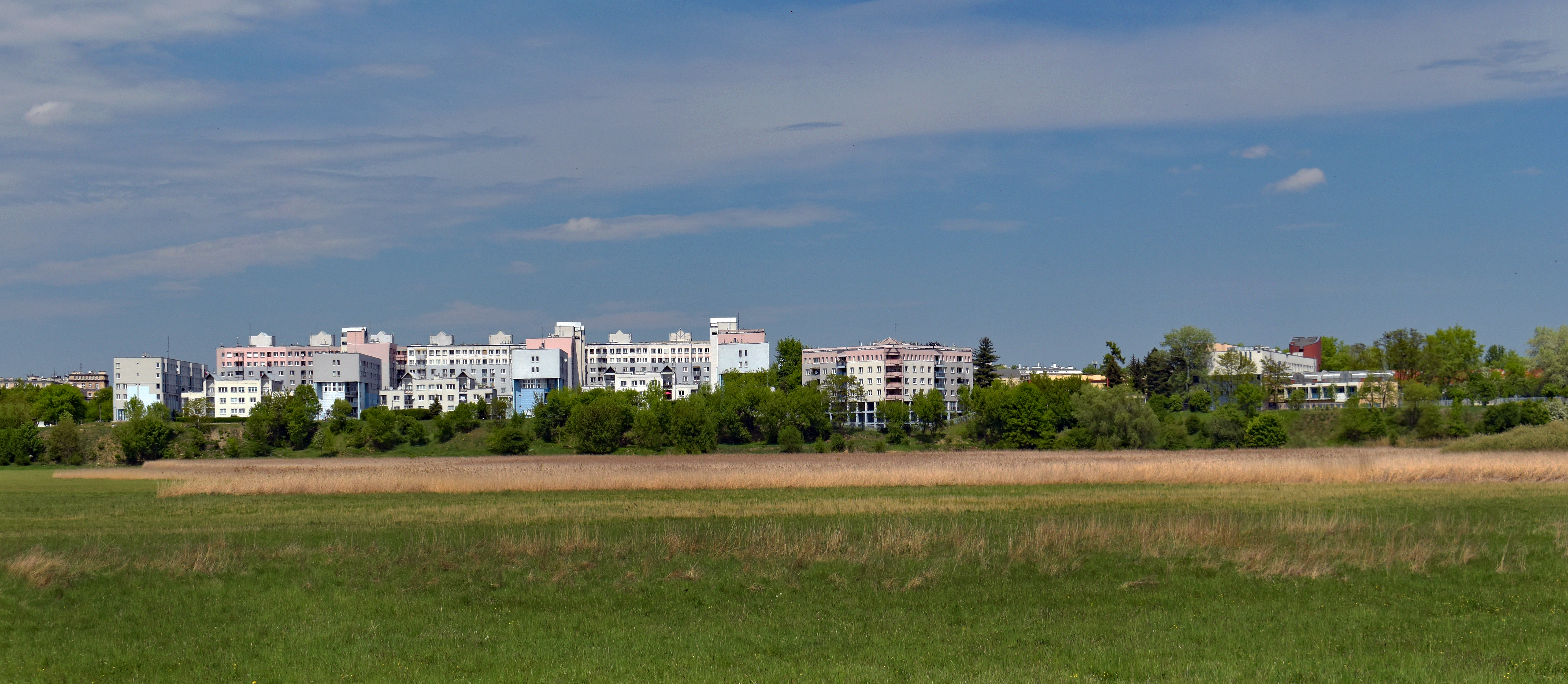
Osiedle widziane od strony Łąk Nowohuckich (z południa), po prawej budynki Szkoły Muzycznej
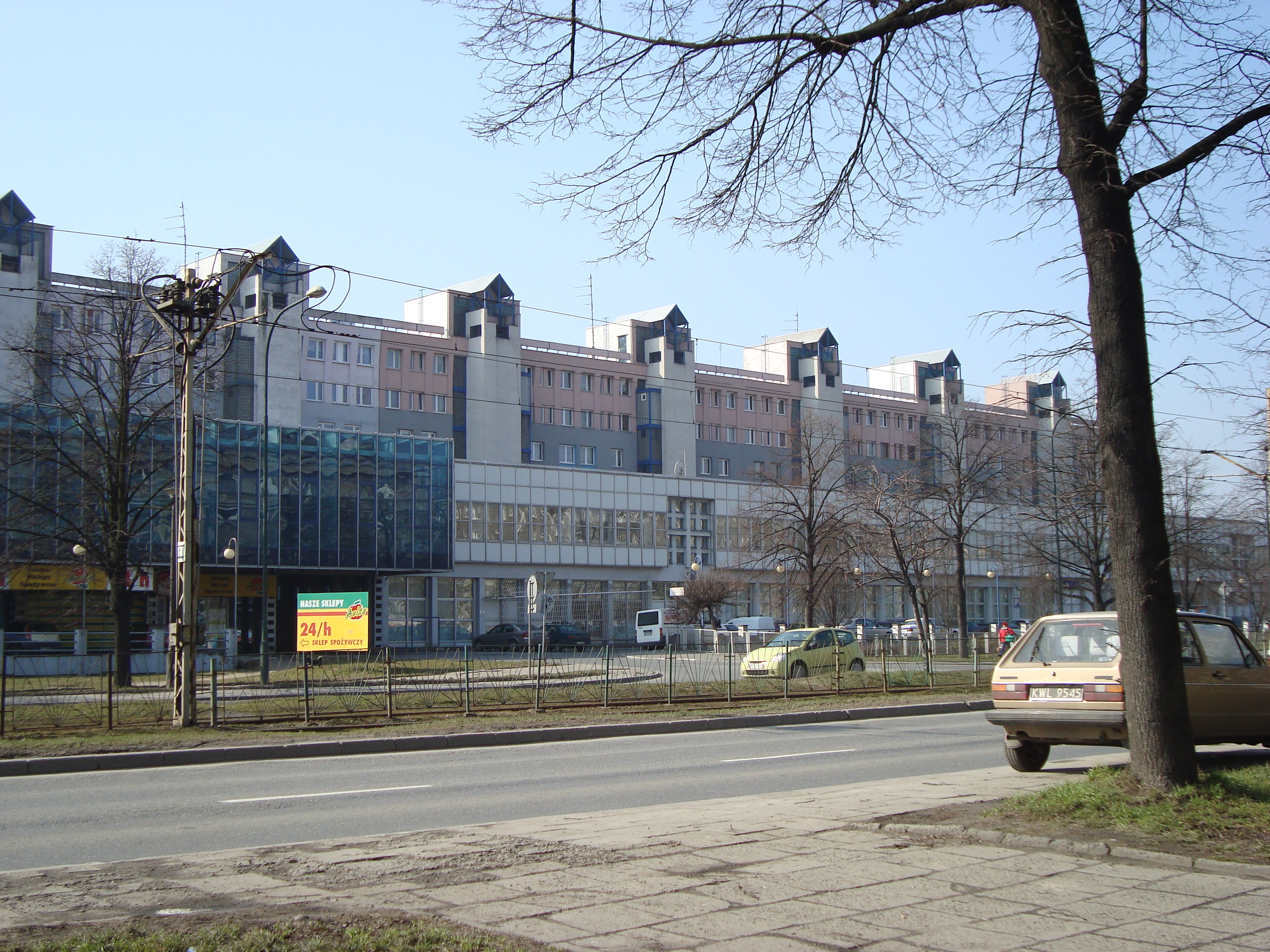
Centrum E widziane od strony Alei Jana Pawła II
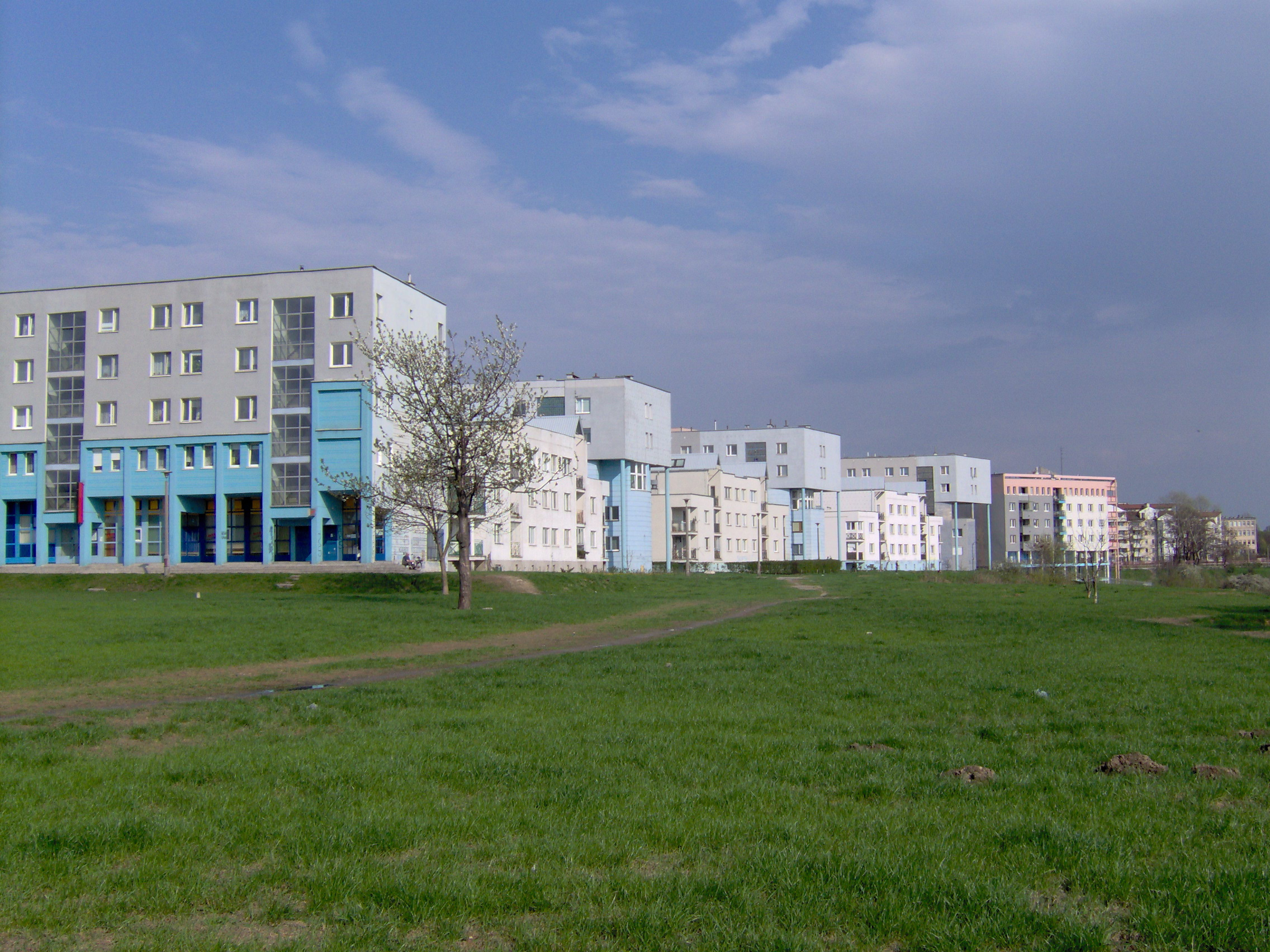
Widok od strony zachodniej (od NCK-u)
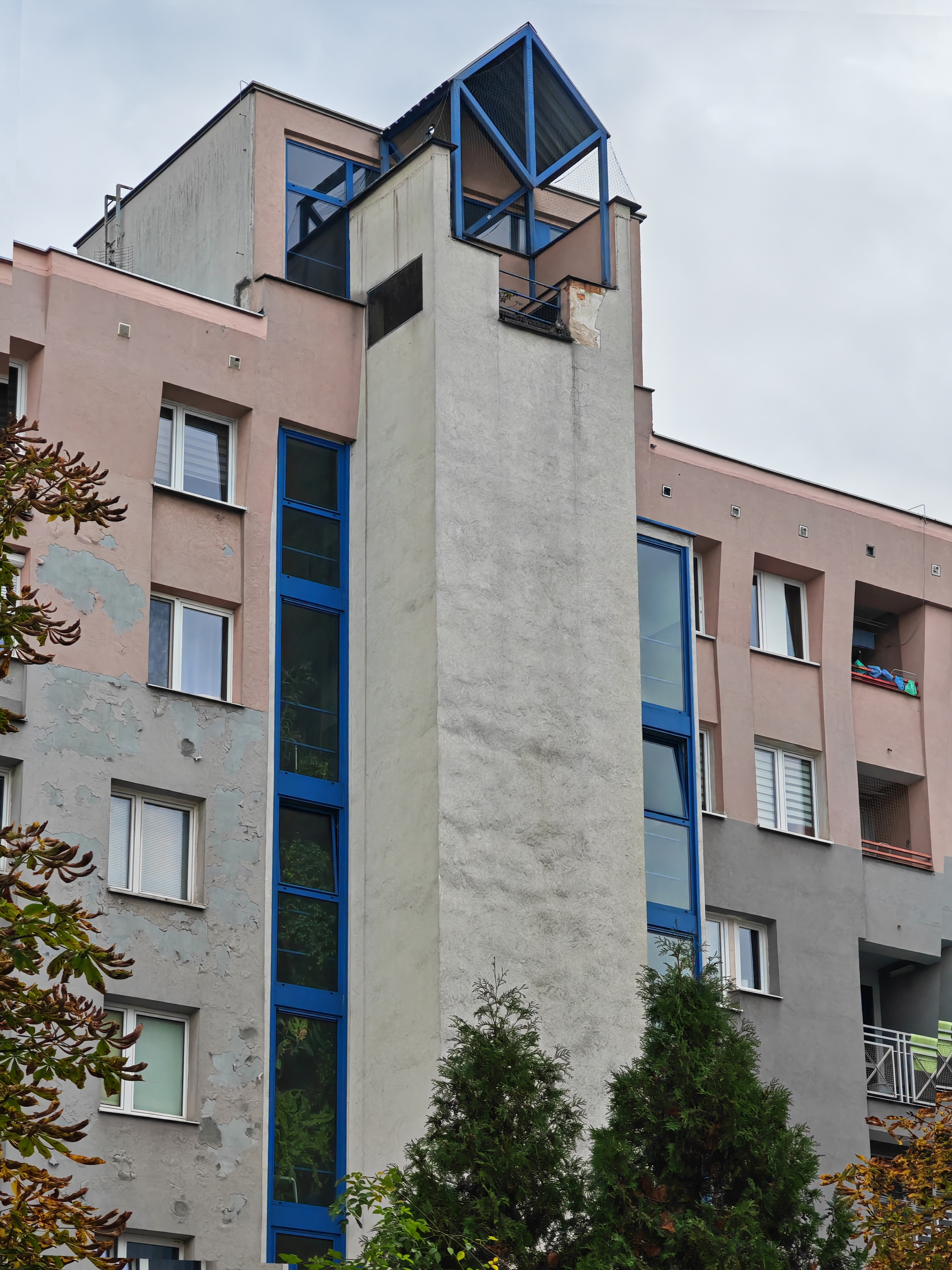
Zbliżenie na fasadę budynku

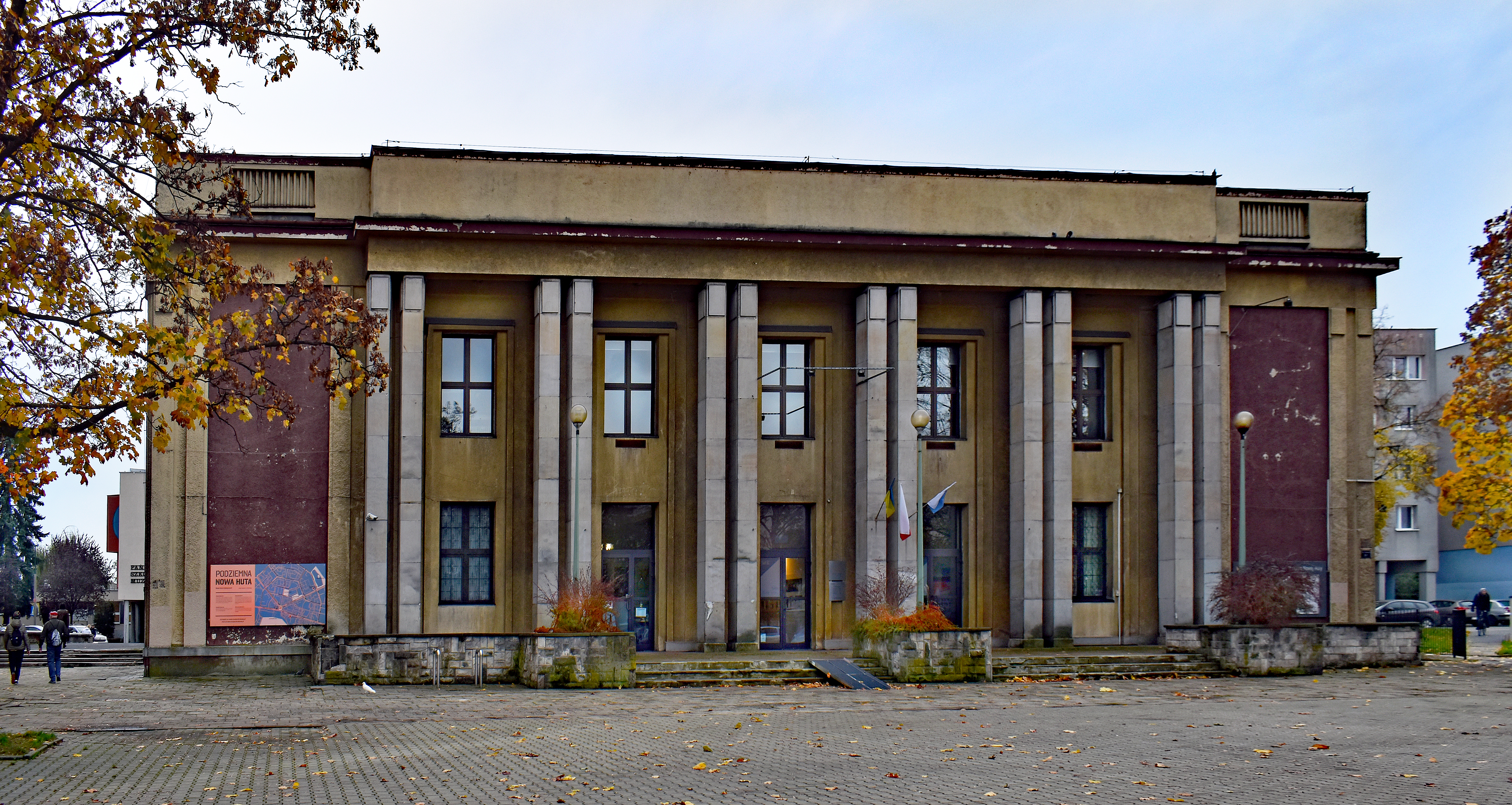
os. Centrum E 1 Dawne Kino Światowid, obecnie Muzeum Nowej Huty
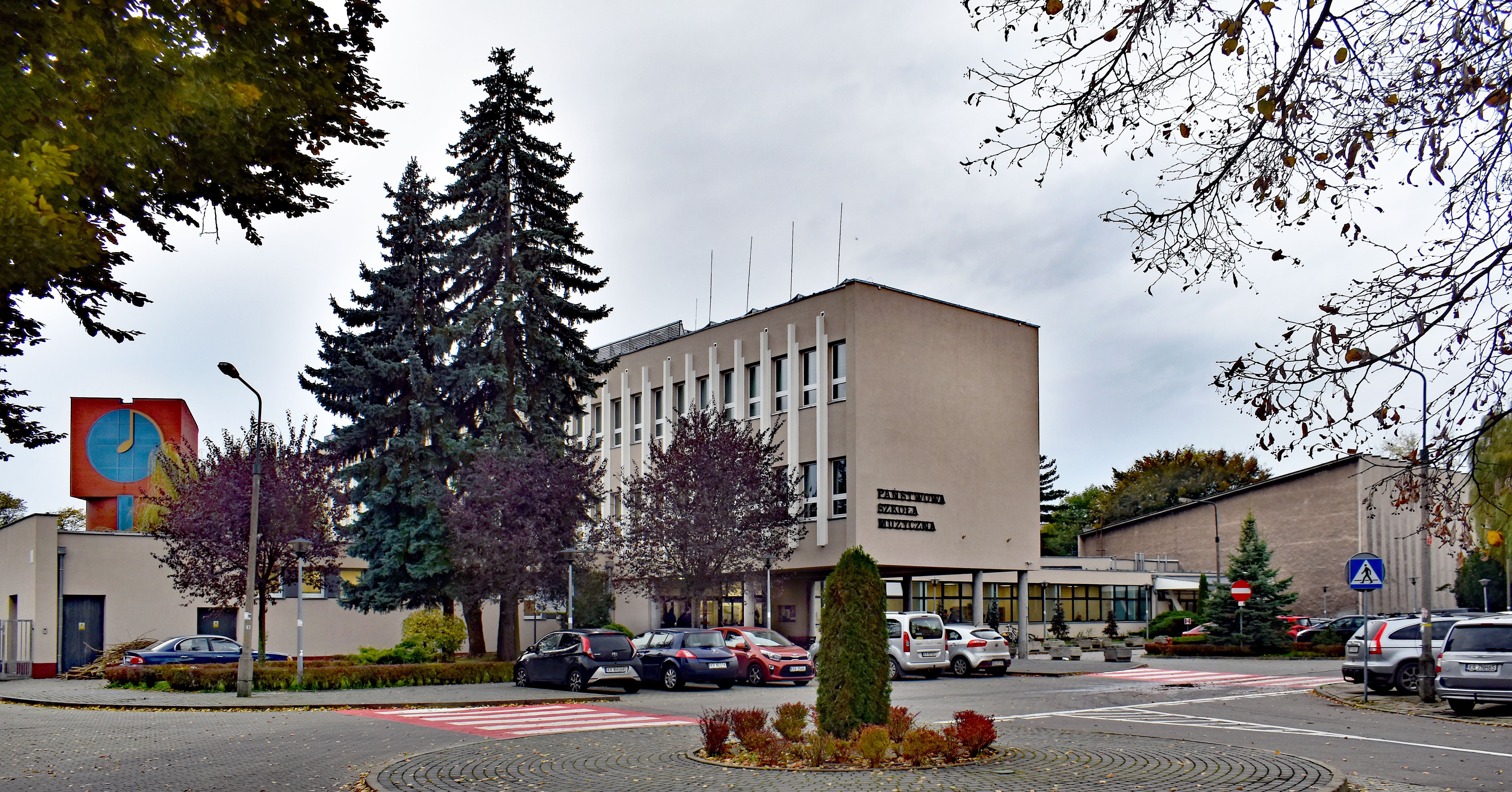
os. Centrum E 2 Zespół Państwowych Szkół Muzycznych im. M. Karłowicza
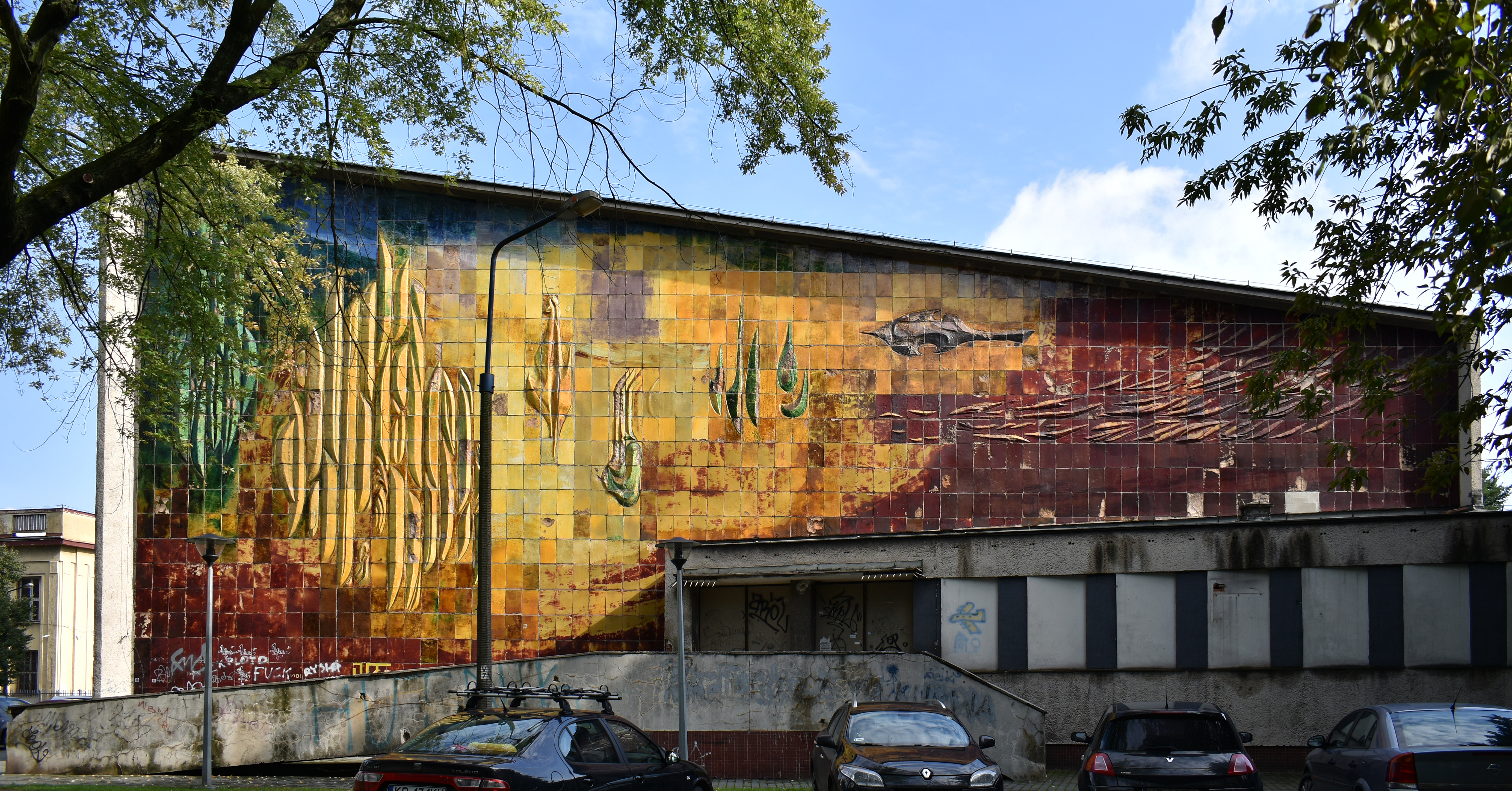
Mozaika, proj. Marek i Jerzy Jabłońscy (1975). Zespół Państwowych Szkół Muzycznych
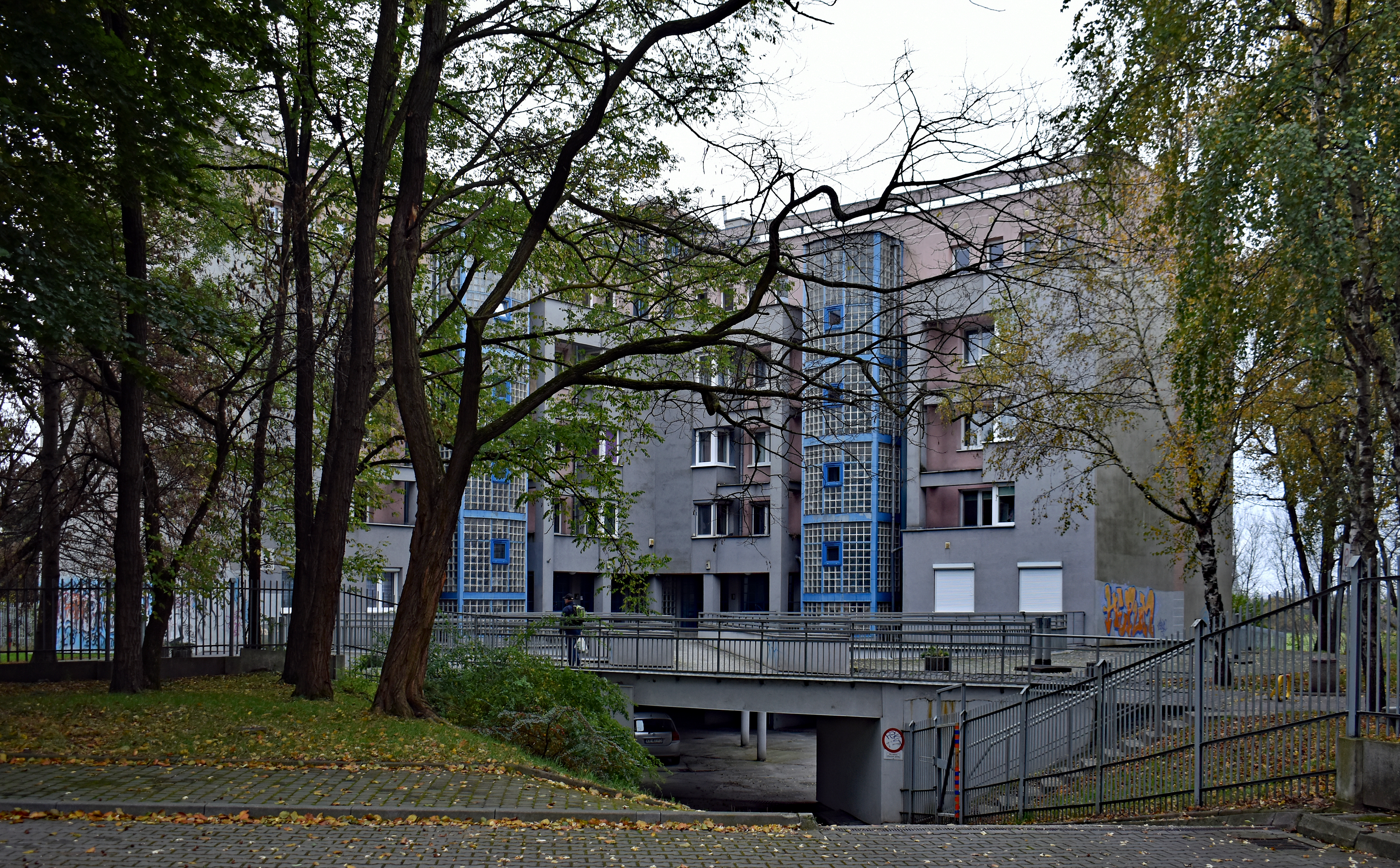
os. Centrum E 3 Blok mieszkalny proj. Romuald Loegler (1985)